# گروه ارتش جنوب اوکراین
گروه ارتش جنوب اوکراین (آلمانی: Heeresgruppe Südukraine) از گروه‌های ارتش وابسته به آلمان نازی در جنگ جهانی دوم بود.
این گروه ارتش در جریان تهاجم یاش-کیشیناو علیه نیروهای ارتش سرخ جنگید و در جریان آن متحمل تلفات سنگین گردید. این گروه ارتش در ۲۳ سپتامبر ۱۹۴۴ به گروه ارتش جنوب منتقل شد.